# Epineurium

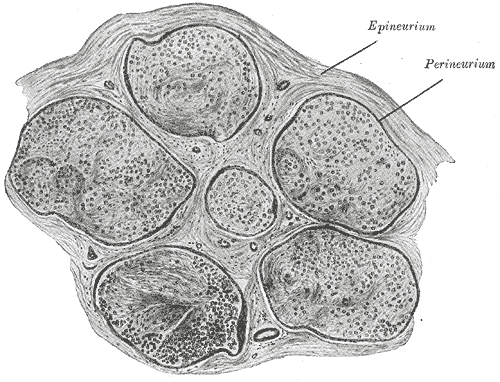
Dwarsdoorsnede van een menselijke scheenbeenzenuw

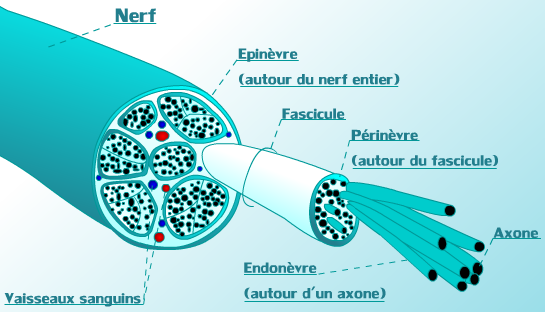
Zenuw.
nerf=zenuw, epinèvre=epineurium, périnèvre=perineurium, endonèvre=endoneurium, fascicule=bundel,
vasseaux sanquins=bloedvaten

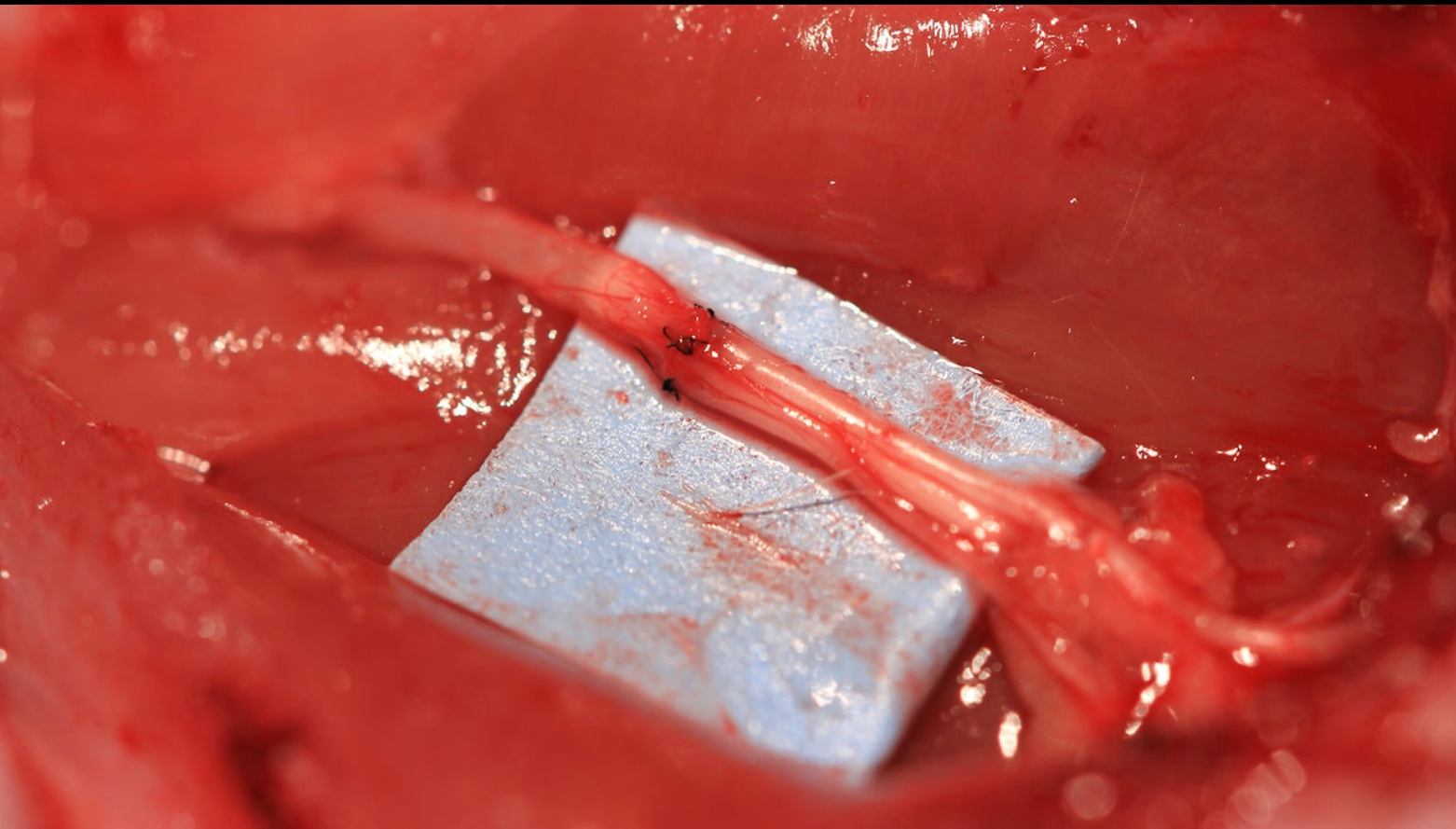
Door een epineuriale operatie herstelde zenuw

Het epineurium is de buitenste beschermende schede en zit om de secundaire zenuwbundels (fascikels) van het perifere zenuwstelsel. Bij grotere zenuwen worden meerdere bundels met haarvaten en vetweefsel omgeven door het epineurium, dat de zenuwen fixeert in het omliggende weefsel, beschermt en van voedingsstoffen voorziet. Kleinere aftakkingen van de haarvaten lopen door tot in het perineurium. Naast bloedvaten (de vasa nervorum) komen er ook lymfocyten en fibroblasten in voor die bijdragen aan de productie van collageenvezels, die de ruggengraat van het epineurium vormen en die tevens een onmisbare rol spelen in het onderhoud en herstel van de omliggende weefsels.
Door het epineurium kunnen de zenuwbundels tijdens het bewegen van de spieren langs elkaar bewegen.
Waar de ruggenmergzenuw het ruggenmergkanaal via een tussenwervelgat verlaat, vormen de twee lagen van de hersenvliezen, het spinnenwebvlies en het harde hersenvlies een schede van bindweefsel, het epineurium. Het buitenste deel van deze schede bestaat uit het buitenste epineurium, dat ervoor zorgt dat de zenuw in de lengterichting kan rekken en in de lengterichting optredende stress kan opvangen. De binnenste laag van het epineurium heet het interne epineurium. Het epineurium varieert langs de zenuw in dikte. Het epineurium komt gewoonlijk het meeste voor rond de gewrichten waar het de zenuwen beschermt tegen rek en daaropvolgend mogelijk lichamelijk letsel.
Een gebruikelijke chirurgische ingreep om een gescheurde zenuw via het epineurium te herstellen wordt een epineurieel herstel genoemd.